# Nassarius garuda
Nassarius garuda is een slakkensoort uit de familie van de Nassariidae. De wetenschappelijke naam van de soort is voor het eerst geldig gepubliceerd in 2007 door Kool.